# Myrcianthes myrsinoides
Myrcianthes myrsinoides là một loài thực vật có hoa trong Họ Đào kim nương. Loài này được (Kunth) Grifo mô tả khoa học đầu tiên năm 1993.